# Kniha džunglí (film, 2016)
Kniha džunglí (v anglickém originále The Jungle Book) je americký fantastický dobrodružný film z roku 2016, který pochází z produkce Walt Disney Pictures a jenž byl do amerických kin uveden 15. dubna 2016. Režie se ujal Jon Favreau, scénář napsal Justin Marks podle Kiplingových Knih džunglí; samotný snímek byl inspirován disneyovským animovaným filmem z roku 1967. Hlavním hrdinou filmu je malý chlapec Mauglí, který se jednoho dne ztratí v džungli a od té doby ho vychovávají zvířata.
Film rozsáhle využívá počítačové animace pro ztvárnění zvířat a prostředí. V Severní Americe byl snímek, kromě standardního formátu, distribuován do kin také ve formátech Disney Digital 3-D, RealD 3D, IMAX 3D a D-Box.

## Obsazení
| Neel Sethi            | Mauglí        |
| Idris Elba            | Šér Chán      |
| Ben Kingsley          | Baghíra       |
| Bill Murray           | Balú          |
| Ritesh Rajan          | Mauglího otec |
| Scarlett Johanssonová | Ká            |
| Christopher Walken    | král Ludvík   |